# Plínio Doyle
Plínio Doyle Silva (Rio de Janeiro, 7 de junho de 1906 — Rio de Janeiro, 26 de novembro de 2000) foi um advogado e bibliófilo brasileiro.

## Biografia
Descendente patrilinear de hiberno-ingleses, graduou-se em Ciências Jurídicas e Sociais pela Faculdade Nacional de Direito da Universidade Federal do Rio de Janeiro.
Participou do Centro Acadêmico de Estudos Jurídicos e Sociais (Caju), seleto grupo dos estudantes da Faculdade Nacional de Direito, no qual somente se ingressava mediante a defesa de uma tese, e em cujos trabalhos culturais e jurídicos tomou parte, ao lado de San Tiago Dantas, Antonio Galloti, Gilson Amado, Vicente Constantino Chermont de Miranda, Américo Jacobina Lacombe, Hélio Vianna, Thiers Martins Moreira, Otávio de Farias, Antonio Balbino, Vinícius de Morais entre outros.
Foi advogado da editora José Olympio, de 1935 e 1960. Como bibliófilo, reuniu uma biblioteca com mais de 25 mil livros, vendida em 1989 para a Fundação Casa de Rui Barbosa. Fundou o Sindicato dos Escritores do Rio de Janeiro, com Homero Homem e Adonias Filho. Concebeu, ainda, o Arquivo-Museu da Literatura Brasileira.
Doyle era o anfitrião dos sabadoyles, reuniões em que se encontravam escritores e intelectuais, como Carlos Drummond de Andrade, Paulo Mendes Campos, Murillo Araujo e Pedro Nava. Fundou o Arquivo-Museu de Literatura Brasileira (AMLB), um instituto que guarda documentos de grandes autores. Lançou a autobiografia Uma Vida, em 1999.
Uma de suas proezas foi identificar, na edição comemorativa dos cem anos do romance Iracema, de José de Alencar, as 106 edições nacionais e estrangeiras da obra em 1965. Doyle tinha outro prazer de pesquisador: Buscar nos arquivos da Justiça autos de processos que tivessem ligação com a literatura. Foi assim que encontrou no Forum do Rio de Janeiro o testamento do Senador José Martiniano Pereira de Alencar, pai do romancista José de Alencar e os autos do processo criminal sobre a morte de Euclides da Cunha.